# Kjell Venås
Kjell Venås ([çɛlː veːnoːs]; * 30. November 1927 in Hemsedal, Buskerud; † 7. März 2018) war ein norwegischer Sprachwissenschaftler und Professor an der Universität Oslo.
Seine Forschungsschwerpunkte waren norwegische Grammatik, Nynorsk und norwegische Dialekte, Sprachgeschichte, Namenforschung, Soziolinguistik und Sprachsoziologie. Überdies schrieb er mehrere Biographien über Personen, die in der norwegischen Sprachbewegung tätig waren.

## Leben
Venås war ein Sohn des Landwirts Knut Venås (1884–1959) und von Hanna Olava Frøhaug (1893–1962). Er machte 1954 das Lehrerexamen in Volda und 1956 das Examen artium (das ihm ein Universitätsstudium ermöglichte) in Voss. Als Gymnasial- und Reallehrer arbeitete er einige wenige Jahre in Sogndal und Otta. 1960 schrieb er sich an der Universität Oslo für die Fächer Norwegisch und Englisch ein. 1961 bis 1963 war er Forschungsassistent an der Universität Bergen und 1963 bis 1966 Forschungsstipendiat an der Universität Oslo. An Letzterer schloss er sein Studium 1967 mit der Promotion ab.
1966 wurde er Lektor, 1970 Dozent. 1972 wurde er zum ordentlichen Professor für Norwegische Sprache berufen und übernahm damit den 1899 errichteten Lehrstuhl, den vor ihm so bekannte Sprachwissenschaftler wie Marius Hægstad, Sigurd Kolsrud und Olav T. Beito innehatten. 1997 wurde er emeritiert.
Ab 1963 war er mit der Logopädin Alvhild Olaug Kleppenes (* 1935) verheiratet.

## Forschung
Venås veröffentlichte zwischen 1954 und 2013 über 400 wissenschaftliche Arbeiten.
Seine beiden Bücher über die starken und die schwachen Verben in den norwegischen Mundarten (ersteres war seine Dissertation) gründeten auf dem umfassenden Material des Norwegischen Mundartarchivs (Norsk Målførearkiv) und des Norwegischen Wörterbuchs (Norsk Ordbok) und sind Grundlagenwerke für die norwegische Verbalmorphologie. Bedeutende Arbeiten sind auch seine Abhandlungen über das Adjektivsuffix germanisch -ga- im Altnordischen und über die Adjektive auf altnordisch -igr und -ugr einschließlich deren Entwicklung in den späteren Sprachstufen. Zu nennen sind sodann seine Grammatik des Nynorsk und eine größere Monographie über das Hallingmål, seine eigene Mundart des Hallingdal. Beide wenden sich trotz sprachwissenschaftlicher Grundlage auch an ein breiteres Publikum.
Venås konzentrierte sich aber nicht nur auf die eher traditionelle Sprachwissenschaft. Als in den 1970er-Jahren die Soziolinguistik und die Sprachsoziologie aufkamen, schrieb er die ersten Einführungsbücher in diese neuen Disziplinen. Dabei thematisierte er unter anderem das Verhältnis zwischen Bokmål und Nynorsk sowie das Verhältnis zwischen Standardsprache und Mundart, beides genuine Bereiche des aktuellen norwegischen Sprachlebens.
Im Bereich der Namenforschung verfasste er zwei Bände über die Namen der Seen in Hedmark und Telemark. Von kulturgeschichtlicher Bedeutung ist seine Quellensammlung von Texten, die während der Zeit, als Norwegen zu Dänemark gehörte (1380–1814), in norwegischer (und nicht dänischer) Sprache geschrieben worden sind.
Eine Reihe von Philologen, die für die Geschichte des Nynorsk wichtig sind, erhielten von Venås verfasste Biographien: Gustav Indrebø, Marius Hægstad, Ivar Aasen, Sigurd Kolsrud und Hans Ross; über Olav T. Beito schrieb er einen längeren Artikel.
In zahlreichen Artikeln wandte sich Venås auch an ein breiteres Publikum und wirkte damit vermittelnd zwischen Sprachwissenschaft und sprachinteressierten Nichtwissenschaftlern.

## Sprachpolitik
Venås war ein Anhänger von Nynorsk, also derjenigen norwegischen Standardvarietät, die auf den einheimischen Mundarten aufgebaut ist und im Gegensatz zu Bokmål nicht in der Tradition der jahrhundertelang in Norwegen dominierenden dänischen Sprache steht. Von 1980 bis 2000 war er Mitglied des Norwegischen Sprachrates und bis 1996 Leiter von dessen Nynorsksektion. Venås befürwortete für Nynorsk eine stabile Norm, die nicht ständig Revisionen unterworfen sein sollte. Er trat auch für eine liberalere Handhabung des Wortschatzes ein und lehnte den traditionellen Purismus (also die Ablehnung von Wörtern, die ursprünglich aus dem Niederdeutschen stammten) ab.

## Ehrungen
Venås war ab 1974 Mitglied der Norwegischen Akademie der Wissenschaften in Oslo und ab 1988 der Königlichen Gustav-Adolfs-Akademie für schwedische Volkskultur in Uppsala.
1988 erhielt er den Sprachpreis der Buskerud Mållag. 1993 bekam er die Fridtjof Nansens belønning for fremragende forskning, eine Auszeichnung für hervorragende Forschungstätigkeit. 1997 verlieh ihm die Universität Oslo den Pris for god forskningsformidling ved Universitetet i Oslo, einen Preis für die gute Vermittlung von Forschung. Im gleichen Jahr erhielt er den Ehrenpreis des Halldor O. Opedals fond. 2004 wurde ihm von der Königlichen Gustav-Adolfs-Akademie der Jöran-Sahlgrens-Preis für seine Forschungen im Bereich der Ortsnamen zugeteilt.
Zu seinem 60. und seinem 70. Geburtstag bekam er von seinen Kollegen und Schülern je eine Festschrift verehrt.

## Publikationen (Auswahl)
Sprachwissenschaft
- Sterke verb i norske målføre. Morfologiske studiar (1967)
- Adjektivsuffikset germansk -ga- i norrønt. Med eit tillegg om utviklinga i nyare mål (1971)
- Linne verb i norske målføre. Morfologiske studiar (1974)
- Hallingmålet (1977)
- Mål og miljø. Innføring i sosiolingvistikk eller språksosiologi (1982; 3. Auflage 1991)
- Norske innsjønamn, Band 3: Hedmark fylke (1987)
- Norsk grammatikk. Nynorsk (1990)
- Den fyrste morgonblånen. Tekster på norsk frå dansketida (1990)
- Norske innsjønamn, Band 4: Telemark fylke (2002)

Biographien, Sprachpolitik
- For Noreg og Ivar Aasen. Gustav Indrebø i arbeid og strid (1984)
- Mål og med. Noregs Mållag i 1980-åra (1991)
- I Aasens fotefar. Marius Hægstad (1992)
- Då tida var fullkomen. Ivar Aasen (1996)
- Sigurd Kolsrud (2005)

## Festschriften und Würdigungen
- Tove Bull, Ernst Håkon Jahr, Geirr Wiggen (Hrsg.): Mål og medvit. Heidersskrift til Kjell Venås på 60-årsdagen 30. november 1987. Oslo 1987.
- Andreas Bjørkum, Botolv Helleland, Eric Papazian, Lars S. Vikør (Hrsg.): Målvitskap og målrøkt. Festskrift på 70-årsdagen 30. november 1997. Oslo 1997.
- Geirr Wiggen: Skrivaren Kjell Venås – eit publikasjonshistorisk riss. In: Mål og makt 4 (1997), S. 36–47.